# Tadeusz Matusiak (polityk)
Tadeusz Marian Matusiak (ur. 7 października 1950 w Łodzi) – polski działacz polityczny i samorządowy. W latach 1998–2001 prezydent Łodzi, w latach 2001-2002 przewodniczący Rady Miejskiej w Łodzi, latach 2002-2005 wiceminister spraw wewnętrznych i administracji

## Życiorys
Ukończył studia na Uniwersytecie Łódzkim. Wieloletni pracownik fabryki dywanów Dywilan, od 1994 był wysokim urzędnikiem w Urzędzie Wojewódzkim w Łodzi; w latach 1998–2001 prezydent Łodzi. Pełnił mandat najpierw członka Rady Narodowej w Łodzi 1978–1990, a później radnego Rady Miejskiej w odrodzonym samorządzie (1990–2002), był również marszałkiem wojewódzkiego sejmiku samorządowego. 29 lipca 2002 został powołany na stanowisko podsekretarza stanu w Ministerstwie Spraw Wewnętrznych i Administracji, po dymisji Andrzeja Brachmańskiego przeszedł 9 czerwca 2005 na stanowisko sekretarza stanu w tym resorcie i pełnił tę funkcję do 2 listopada 2005. W 2006 kandydował na urząd prezydenta Łodzi, uzyskał 0,99% poparcia (2188 głosów), co dało mu 10 miejsce. Pełni funkcję II wiceprezydenta Lions Club Łódź.
Działacz lewicy, był w gronie założycieli SdRP i SLD. W wyborach parlamentarnych w 1997 bez powodzenia ubiegał się o mandat poselski z listy SLD w województwie łódzkim (otrzymał 1054 głosy).
W 2005 odznaczony Krzyżem Kawalerskim Orderu Odrodzenia Polski.